# Тамбовский областной краеведческий музей
Тамбовский областной краеведческий музей — музей в Тамбове, основанный 24 декабря 1879 года. Музей располагается на Державинской улице в бывшем здании Дома политического просвещения, которое является памятником архитектуры. Фонды музея насчитывают 112 693 единицы хранения, среди них коллекция русской печатной гравюры XVIII—XIX вв., коллекция китайских и голландских декоративных ваз второй половины XVIII—XIX вв., палеонтологическая коллекция беспозвоночных животных и коллекция горных пород, слагающих осадочный чехол. Музей посещает около 57 тыс. человек в год.

## История
Тамбовский губернский музей, ставший впоследствии Тамбовским областным краеведческим музеем, был основан 24 декабря 1879 году к столетию Тамбовского наместничества. В 1884 году он был передан в ведение Тамбовской учёной архивной комиссии (ТУАК), а в период с 1918 года по 1922 год в его состав вошли музей при ТУАК, Тамбовский городской музей, Передвижной музей наглядных пособий им. А. Ф. Бунакова и Художественный музей.
После образования Тамбовской области в октябре 1937 года музей получил статус Тамбовского областного краеведческого музея. С 1929 по 1994 годы музей размещался в здании Спасо-Преображенского кафедрального собора. С 1994 года краеведческий музей находится в бывшем здании Дома политического просвещения.
Имеет филиалы (отделы):
- Музейно-выставочный центр Тамбовской области
- Дом-музей Г. В. Чичерина
- Музей истории медицины Тамбовской области
- Музей-усадьба В. И. Вернадского
- Моршанский историко-художественный музей им. П. П. Иванова